# Ensco (boormaatschappij)
Ensco was een boormaatschappij die in 1975 werd opgericht als Blocker Energy Corporation door John R. Blocker.

## Blocker Energy
Blocker had jarenlang gewerkt in de olie-industrie, onder meer voor Dresser Industries. Toen hij daar vertrok, nam hij een kleine boormaatschappij over. Na de oliecrisis van 1973 ontstond er een hausse in de boring, waarin Blocker zich richtte op Zuid-Amerika waar hij was opgegroeid. Hier was minder concurrentie dan op de Amerikaanse markt, waar nog zo'n 800-900 boormaatschappijen actief waren en hij wilde hiermee zijn bedrijf spreiden om de blootstelling aan de vele fluctuaties in deze markt te verminderen. Om de investeringen te financieren bracht hij het bedrijf naar de beurs en wist zo te groeien naar 54 boorinstallaties in acht landen in 1982. In dat jaar begon de olieprijs echter te dalen, wat het bedrijf in 1984 aan de rand van faillissement bracht.
Richard Rainwater sprong in 1986 bij via zijn BEC Ventures en wist in december een controlerend aandeel in Blocker Energy te verkrijgen. In mei 1987 trad John Blocker terug als CEO en werd opgevolgd door Carl Thorne, een partner in BEC Ventures en voorheen CEO van Sedco en daarna Sedco Forex.

## ENSCO
Na de overname door BEC Ventures ging het bedrijf verder als Energy Service Company. Het poogde daarna zonder succes Anson Drilling en Gearhart Industries over te nemen, maar wist in 1988 wel Golden Gulf Offshore over te nemen dat een vloot van suppliers en AHT's had.
Vanaf 1993 begon het zich volledig te richten op de boring op zee. De suppliers werden dat jaar afgestoten en de landinstallaties in 1994-95. Penrod Drilling werd in 1993 overgenomen, waarmee het er negentien boorplatforms bij kreeg. In 1995 werd de naam veranderd in ENSCO International en werd het bedrijf aan de New York Stock Exchange genoteerd.
Het nam daarna platforms over van J. Lauritzen in 1994, Transocean in 1995 en Smedvig in 1997. Met Dual Drilling voegde het in 1996 vijftien platforms toe aan de vloot en was het uitgegroeid tot 52 platforms.
Hoewel 1999 een moeizaam jaar was, bereidde het bedrijf zich voor op de trend om op dieper water te boren. Hiertoe werden de platforms van Dual gemoderniseerd en liet het het halfafzinkbare platform (semi) Ensco 7500 bouwen. Vanaf volgden zeven semi's naar Ensco 8500-ontwerp. Daarnaast investeerde het in hefplatforms (jackups) voor in zware weersomstandigheden, waarvan de ENSCO 101 naar Friede & Goldman Mod V-ontwerp in 2000 de eerste was.
In 2002 werd Chiles Offshore overgenomen en in 2003 verkocht het 27 ondersteunende schepen aan Tidewater.
In 2011 werd Pride Drilling overgenomen, waarmee het toegang verkreeg tot de Braziliaanse en West-Afrikaanse markt. In 2017 werd Atwood Oceanics overgenomen.
In 2018 werd bekend gemaakt dat Ensco zou fuseren met Rowan Companies om zo de grootste offshoreboormaatschappij te vormen, nog voor Transocean. In 2019 was de fusie een feit en werd fusiebedrijf Valaris geboren. In augustus 2020 ging Valaris Failliet.